# Namen-Jesu-Kirche (Bonn)

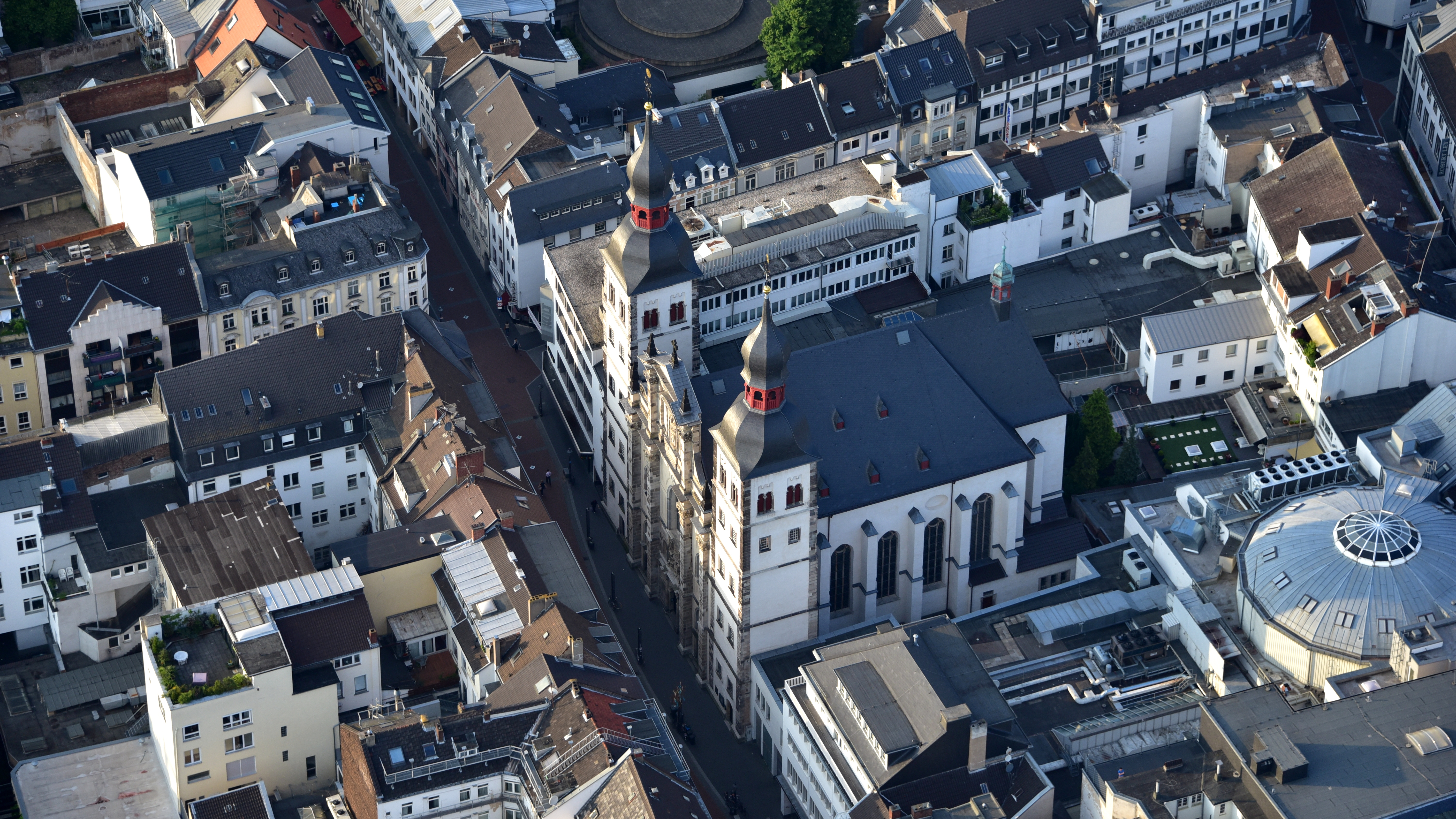
Namen-Jesu-Kirche, Luftaufnahme (2016)

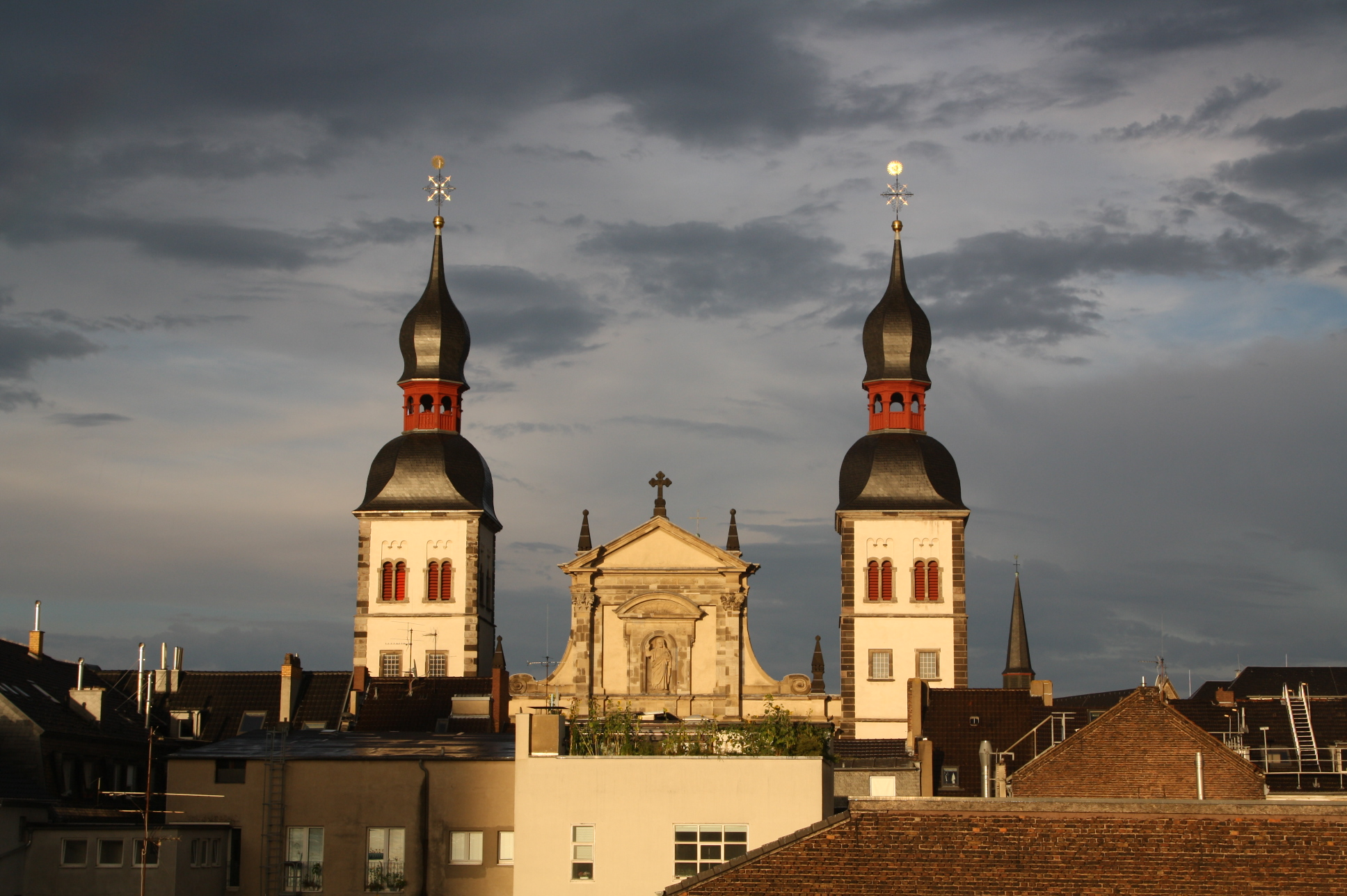
Namen-Jesu-Kirche, Frontalansicht von Westen (2020)

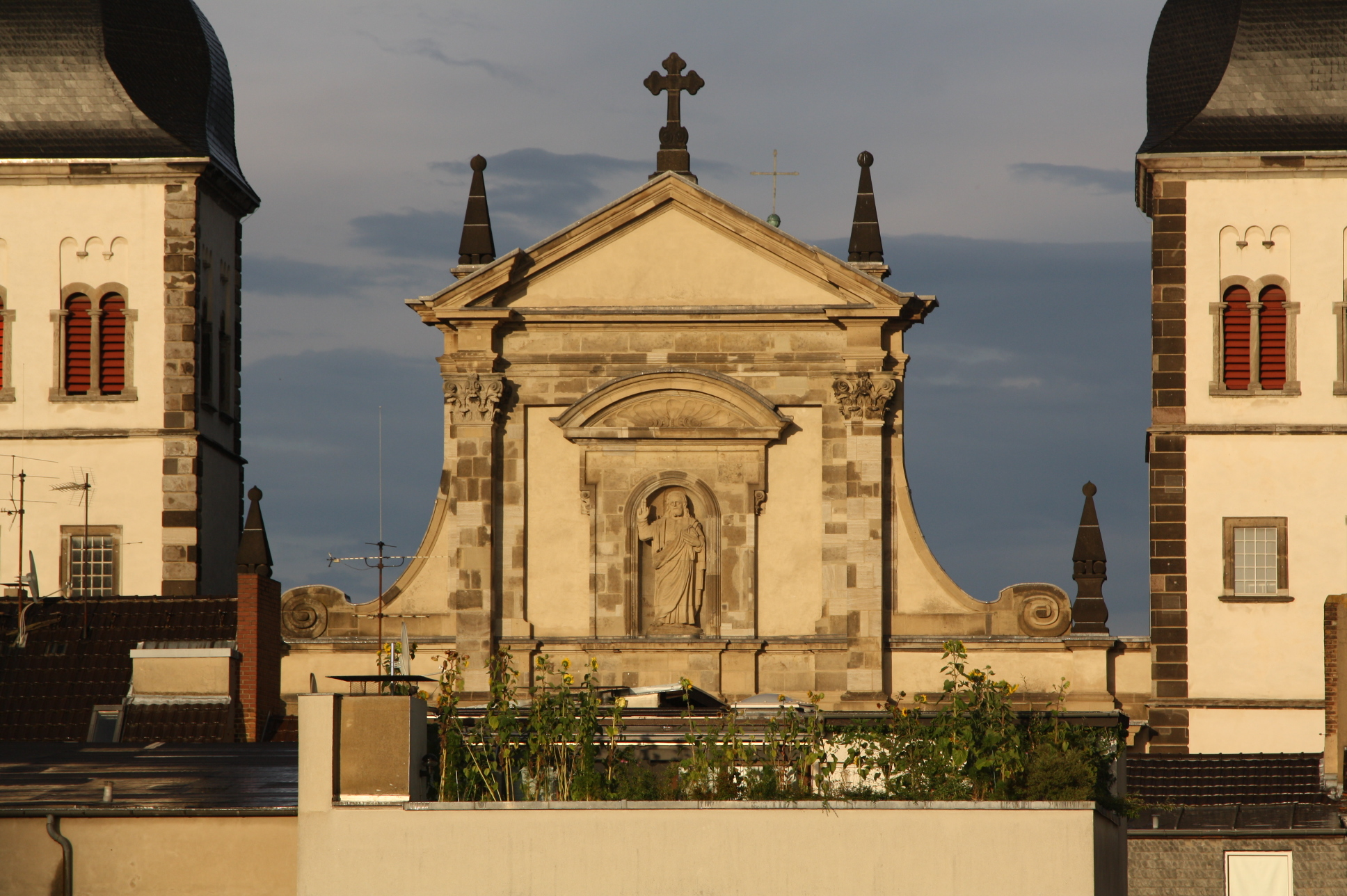
Giebel zwischen den Türmen, Ansicht von Westen (2020)

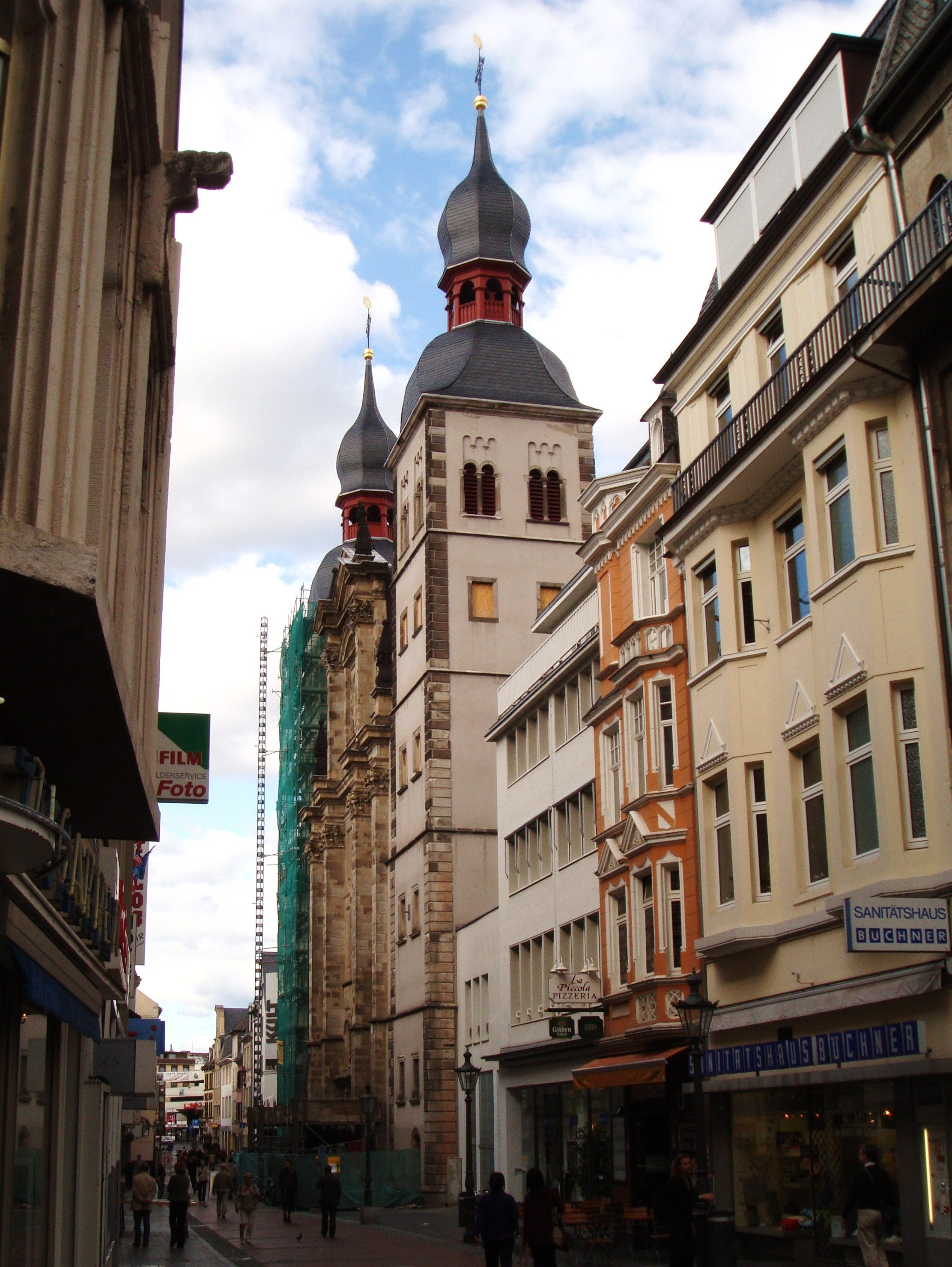
Namen-Jesu-Kirche in Bonn

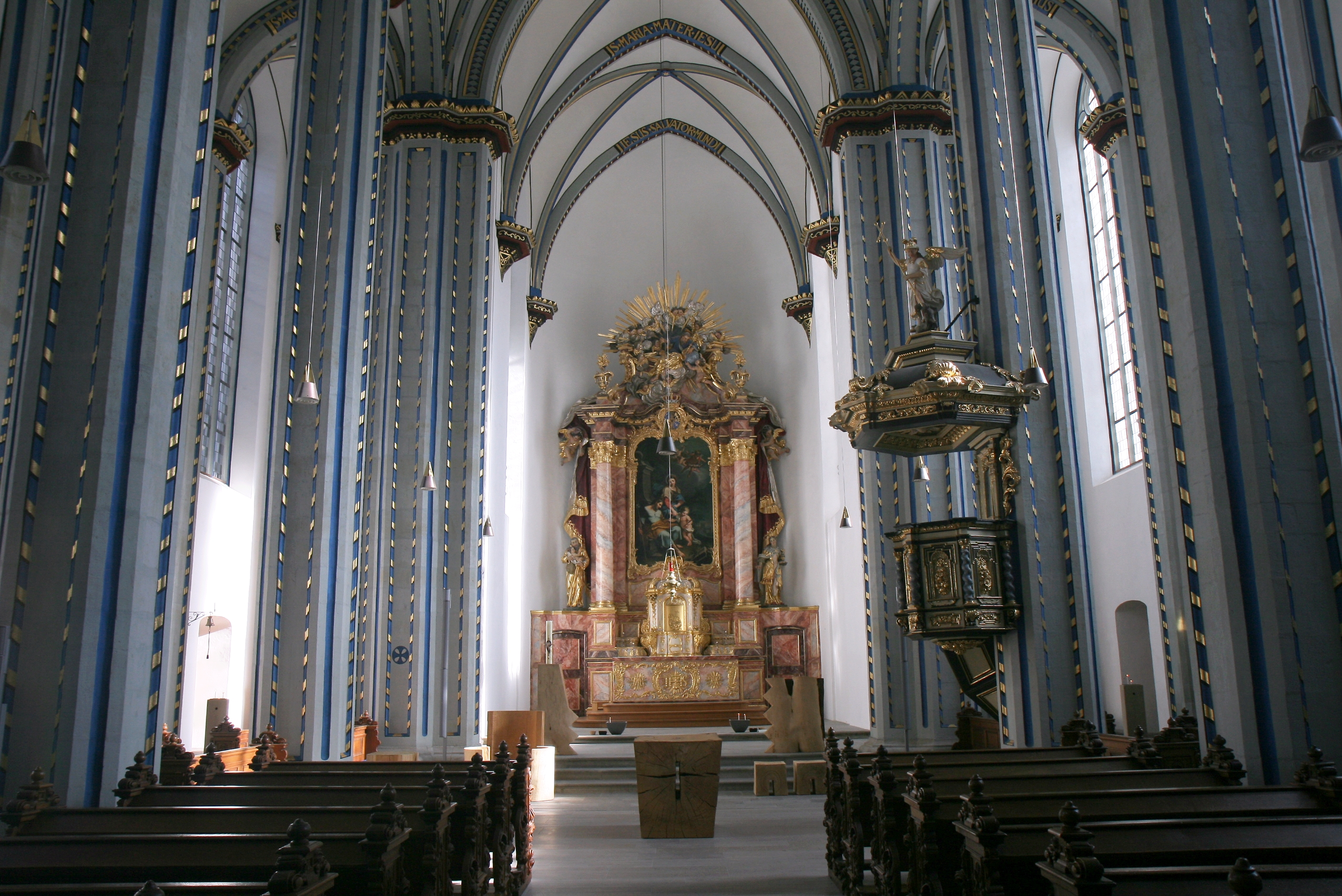
Mittelschiff

Die Namen-Jesu-Kirche ist ein nachgotischer Kirchbau in der Bonngasse der Bonner Innenstadt. Die Kirche befindet sich im Eigentum des Landes Nordrhein-Westfalen und wird von der Alt-Katholischen Kirche in Deutschland als Kathedrale und Citykirche genutzt. Sie steht als Baudenkmal unter Denkmalschutz.

## Geschichte
Die Auffindung eines Buchenholzstücks mit dem Namen Jesu (IHS) veranlasste den Kölner Kurfürsten und Erzbischof Maximilian Heinrich von Bayern, der in Bonn residierte, eine Kirche zu Ehren des wunderbaren Namens für die Bonner Jesuiten zu errichten.
Die Namen-Jesu-Kirche wurde zwischen 1686 und 1717 errichtet. Die Grundsteinlegung erfolgte unter Maximilian Heinrich am 14. September 1686. Am 24. Juli 1689, beim Mörser-Angriff auf die Stadt im Pfälzischen Erbfolgekrieg, wurde die Kirche zwar nicht zerstört, aber sehr beschädigt. Im gleichen Jahr wurden die Jesuiten von den Franzosen gewaltsam aus der Stadt vertrieben, weil sie für Verbündete des Kurfürsten Joseph Clemens von Bayern gehalten wurden und sich weigerten, die Stadt zu verlassen. Nach der Eroberung durch die Verbündeten kehrten die Jesuiten zurück. Die Bauarbeiten wurden um das Jahr 1692 wieder aufgenommen, sodass man am 3. Dezember 1694, dem Fest des heiligen Franz Xaver, in die Kirche einziehen konnte; der Bau wurde im Jahre 1698 fertiggestellt. In den darauffolgenden Jahren wurde das Mobiliar angeschafft, bis 1704 letzte Verzierungen an Hochaltar, Seitenaltären und Beichtstühlen erfolgten und die Ausstattung vollständig war. Im Jahr 1717 weihte der Erzbischof von Köln, Kurfürst Joseph Clemens, den Kirchbau.
Nach dem Weggang der Jesuiten im Jahre 1774 stand das Gebäude leer. Von 1794 bis 1800, der sogenannten Franzosenzeit, wurde ein Großteil des Mobiliars vernichtet und der Innenraum als Pferdestall und Soldatenunterkunft zweckentfremdet. Zudem wurde die Kirche wie alles kirchliche Eigentum (außer den Pfarrkirchen) enteignet. Sie ist seitdem in staatlichem Besitz.
Von 1877 bis 1934 diente sie der alt-katholischen Gemeinde Bonn als Pfarrkirche. Anschließend wurde sie als römisch-katholische Universitätskirche genutzt, in der auch der damalige Bonner Theologieprofessor Joseph Ratzinger zu Beginn der 1960er Jahre predigte. Am Ende des Zweiten Weltkriegs wurde die Kirche im alliierten Luftkrieg schwer beschädigt: Zerstört wurde die Dachdeckung von Langhaus und Türmen, beschädigt die Konstruktion insbesondere an der Südseite sowie durch Sprengstücke und Splitter die Fassade und das Maßwerk. Die südliche Sakristei brannte aus, das Gewölbe erlitt einen Einschlag. Eine weitere Folge war die Neigung des Giebels nach Westen. Der nachfolgende Wiederaufbau erfolgte im Wesentlichen bis Ende 1950 und wurde endgültig 1954, hinsichtlich der Ausstattung 1957 abgeschlossen.
Zuletzt fanden in der Kirche die Gottesdienste der Katholischen Hochschulgemeinde (KHG) statt. Nachdem das Erzbistum Köln die Nutzung im Jahr 2009 aufgegeben hat, dient die Kirche seit 2012 dem Deutschen Bistum der Alt-Katholiken als Bistums- und Kathedralkirche. Die Stiftung Namen-Jesu-Kirche sorgt für den Unterhalt und die satzungsgemäße Nutzung; neben der Liturgie finden auch Konzerte und Ausstellungen statt.

## Architektur

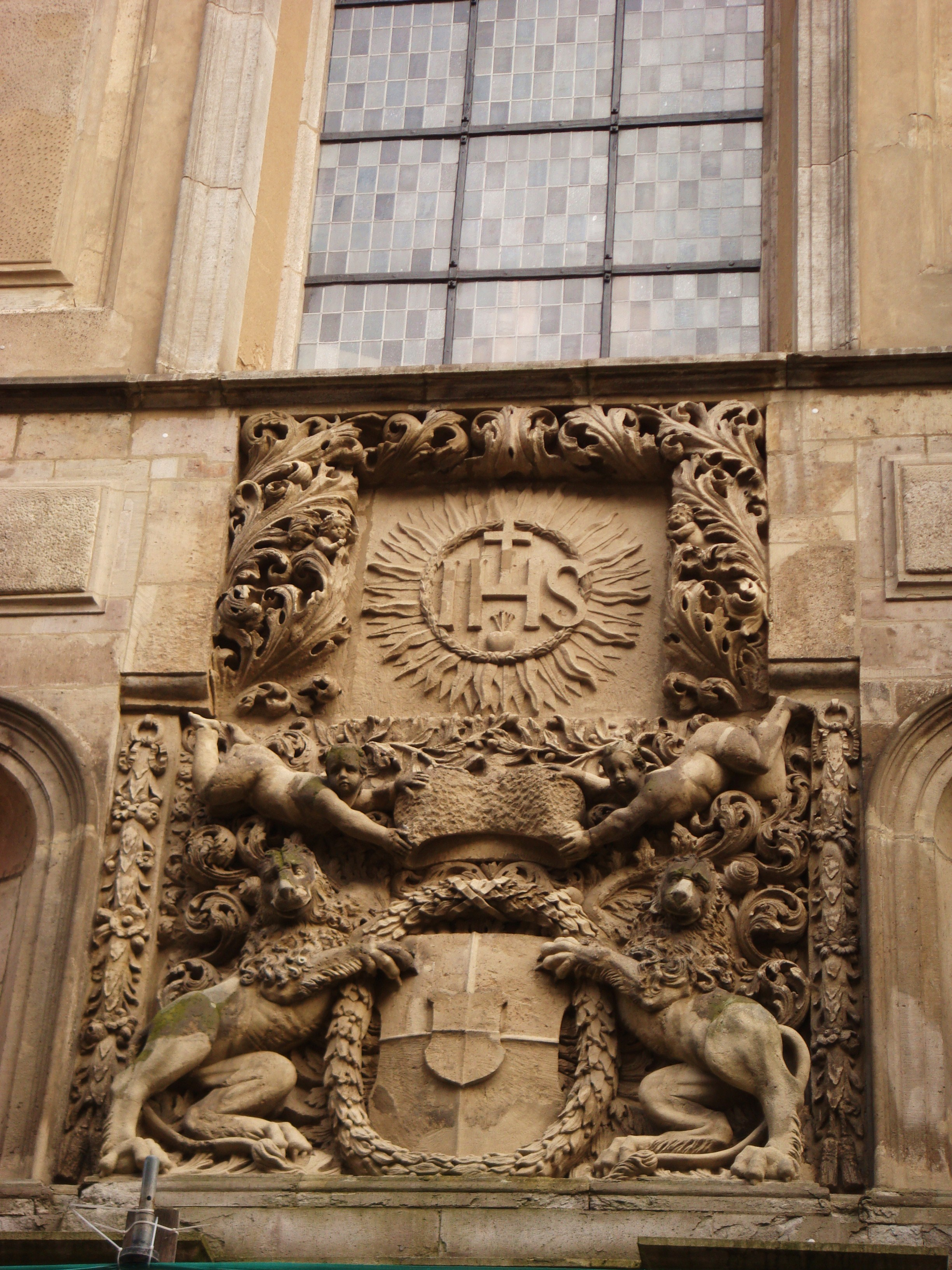
Wappen über dem Hauptportal

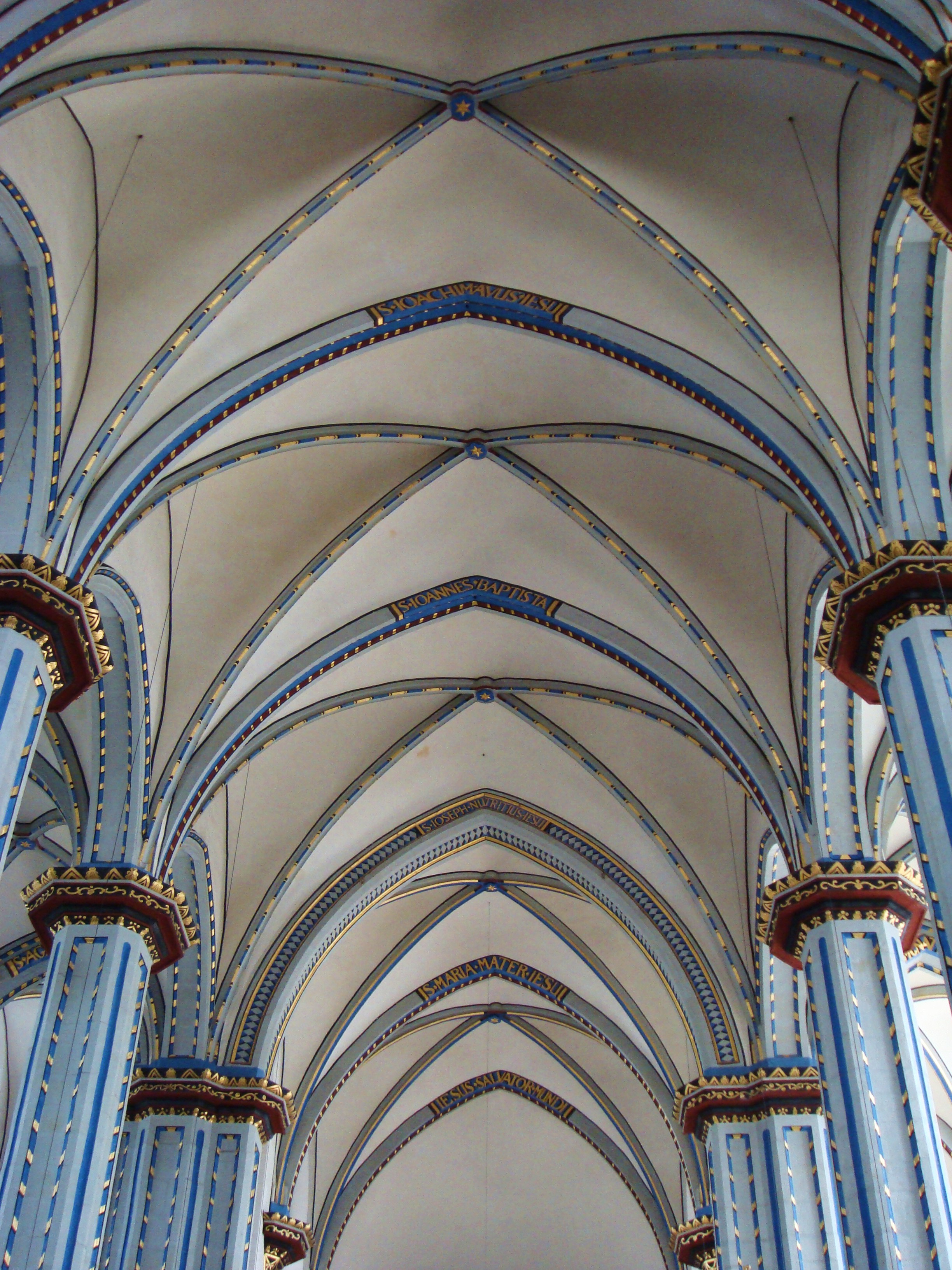
Kreuzrippengewölbe

Paul Clemen urteilt über den Bau wie folgt: „Die Kirche ist eine der interessantesten norddeutschen Jesuitenkirchen, in der die romanisierenden und gotischen Elemente fast unvermittelt neben die barocken Formen treten.“:116
Erbaut wurde die Kirche nach Plänen des Graubündner Architekten Giacomo de Candrea im Stil der sogenannten Jesuiten-Gotik, die barocke Elemente mit denen anderer Stilrichtungen verbindet.

### Fassade
In den beiden Türmen sind romanische Doppelfenster eingelassen, während sich in der Mitte spitzbogige, gotische Fenster befinden. Hingegen sind die Säulen mit barocken Dekorationen versehen. Die Türme sind jeweils mit einer welschen Haube bekrönt.

#### Portal
Über dem Hauptportal war folgende Inschrift angebracht:
A PATROVO ERECTVM NEPOS DICAVIT (Vom Onkel aufgerichtet, hat es der Neffe geweiht).
Das Chronogramm ergab das Jahr der Weihe: VCVMDICVI = MDCCVVVII = 1717.
Das Christusmonogramm IHS nahm Bezug auf das Patrozinium.

### Innenraum und Maße
Im Inneren der Kirche stellt sich der Eindruck einer Hallenkirche ein.
- Höhe der Türme: rund 53 Meter
- Länge: 33,5 Meter
- Breite: 16,5 Meter, davon Mittelschiff 8,5 Meter
- Höhe des Mittelschiffes: 16 Meter

### Gruft

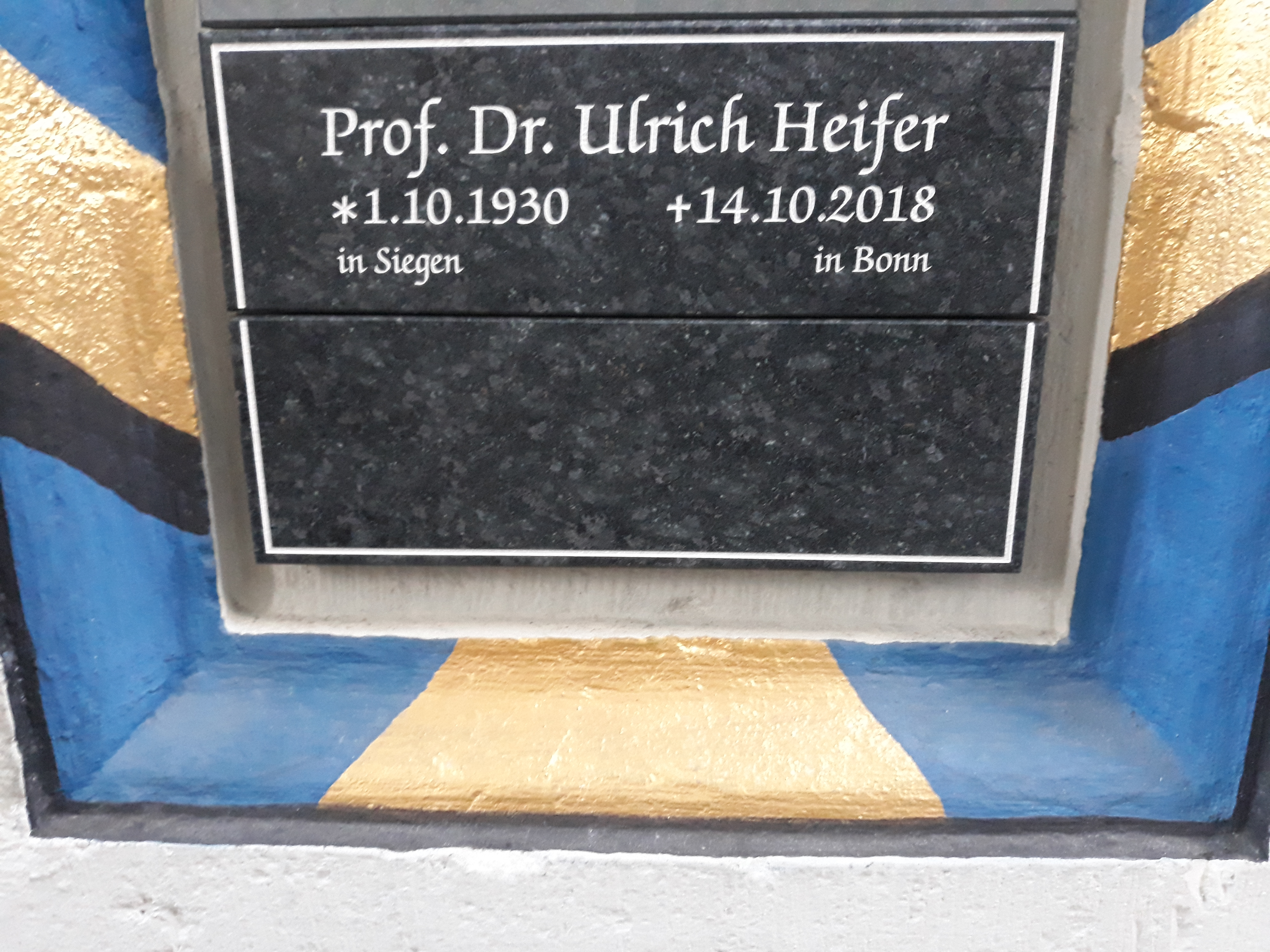
Gedenktafel für den im Kolumbarium der Namen-Jesu-Kirche bestatteten Ulrich Heifer

Unter dem Altarraum der Kirche befindet sich ein Tonnengewölbe, in dem sich noch die Grabstätten von 66 Jesuiten-Patres aus der Zeit des Jesuitenklosters (bis 1774) erhalten haben.
Die alt-katholische Kirche hat in dieser Gruft einen Urnenfriedhof geschaffen. Dieses Kolumbarium steht allen Menschen offen, die sich mit der Namen-Jesu-Kirche verbunden fühlen. Unter den hier Bestatteten ist z. B. der Hochschullehrer Ulrich Heifer (1930–2018).

### Restaurierungsarbeiten
Seit 2006 soll das Land rund 1,1 Millionen Euro für die Turmsanierung und die Fassadensicherung ausgegeben haben. Die Restaurierungsarbeiten dauerten bis in das Jahr 2012. Der Eigentümer, das Land Nordrhein-Westfalen, stellte weitere 7,5 Millionen Euro zur Verfügung, um die gesamte Außenfassade zu restaurieren. Hierzu wurde ein Gerüst aufgebaut, das sechs Meter in die Bonngasse ragt. Die Kirche wurde zusätzlich überdacht, sodass Arbeiten auch bei schlechtem Wetter stattfinden konnten. Da Teile der Fassade abzubrechen drohten, schützte bis zum Beginn der Arbeiten ein Gerüst die Passanten vor Schäden.

## Ausstattung

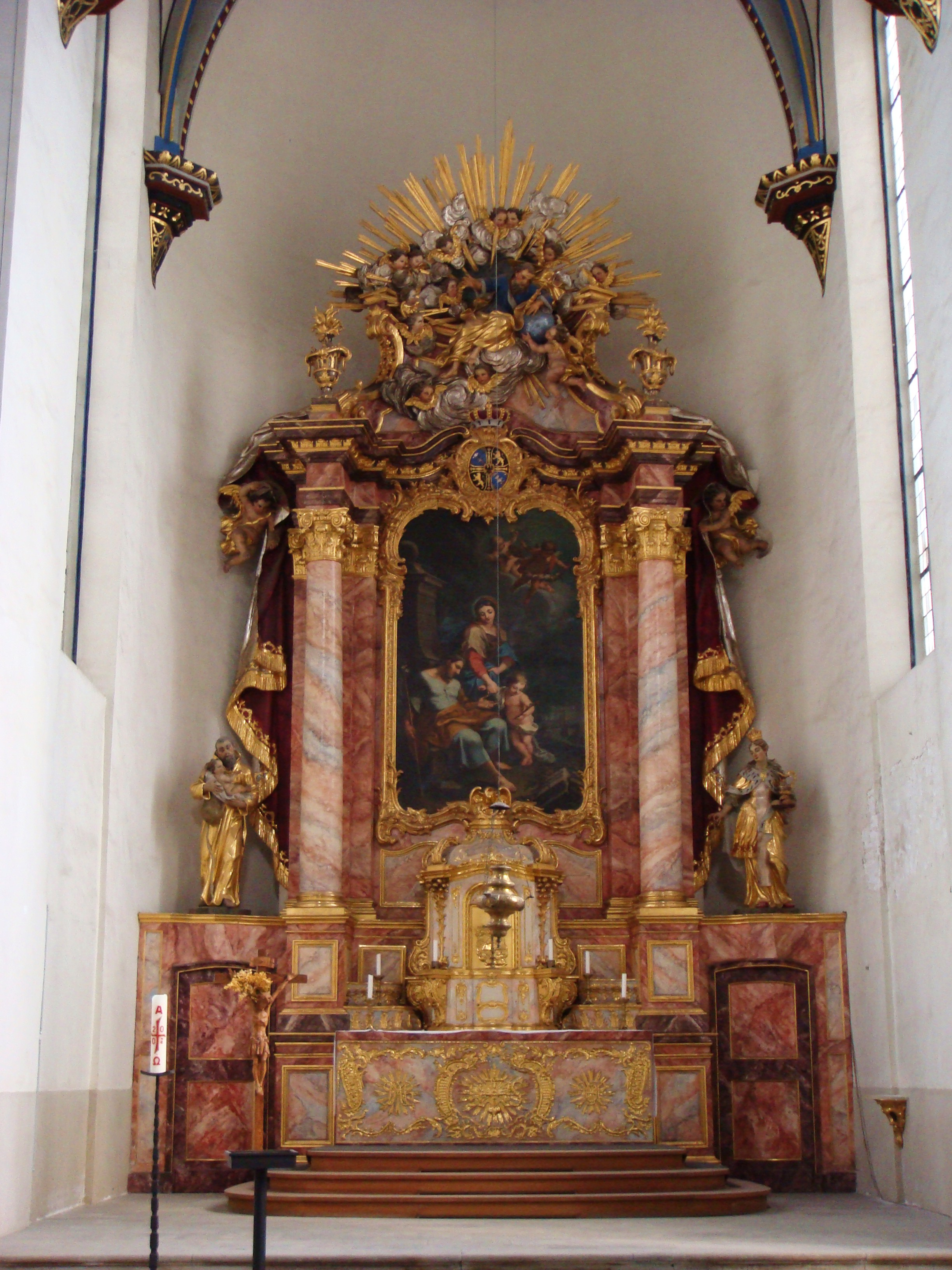
Hochaltar

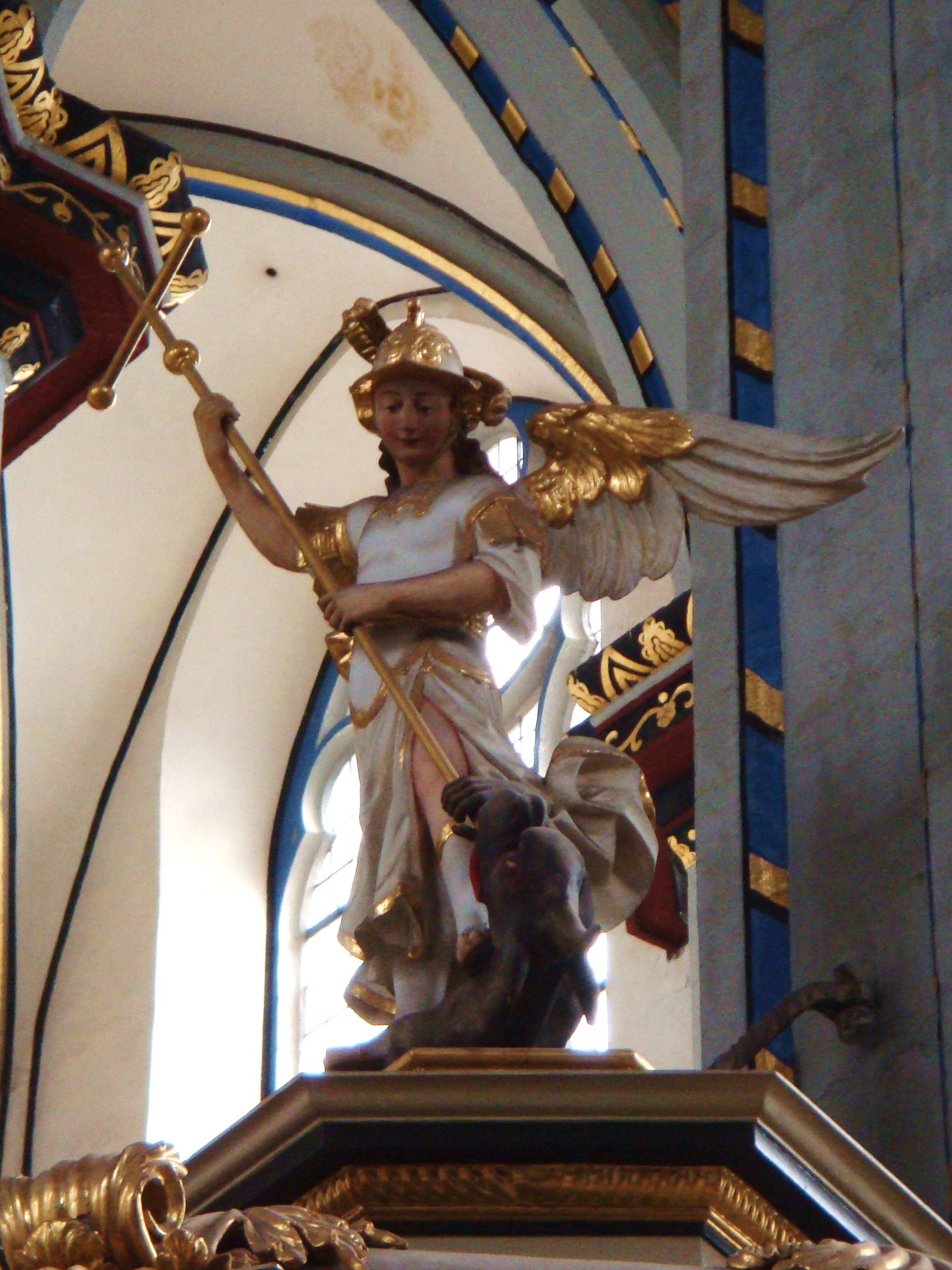
Figur des Erzengels Michael auf der Kanzel

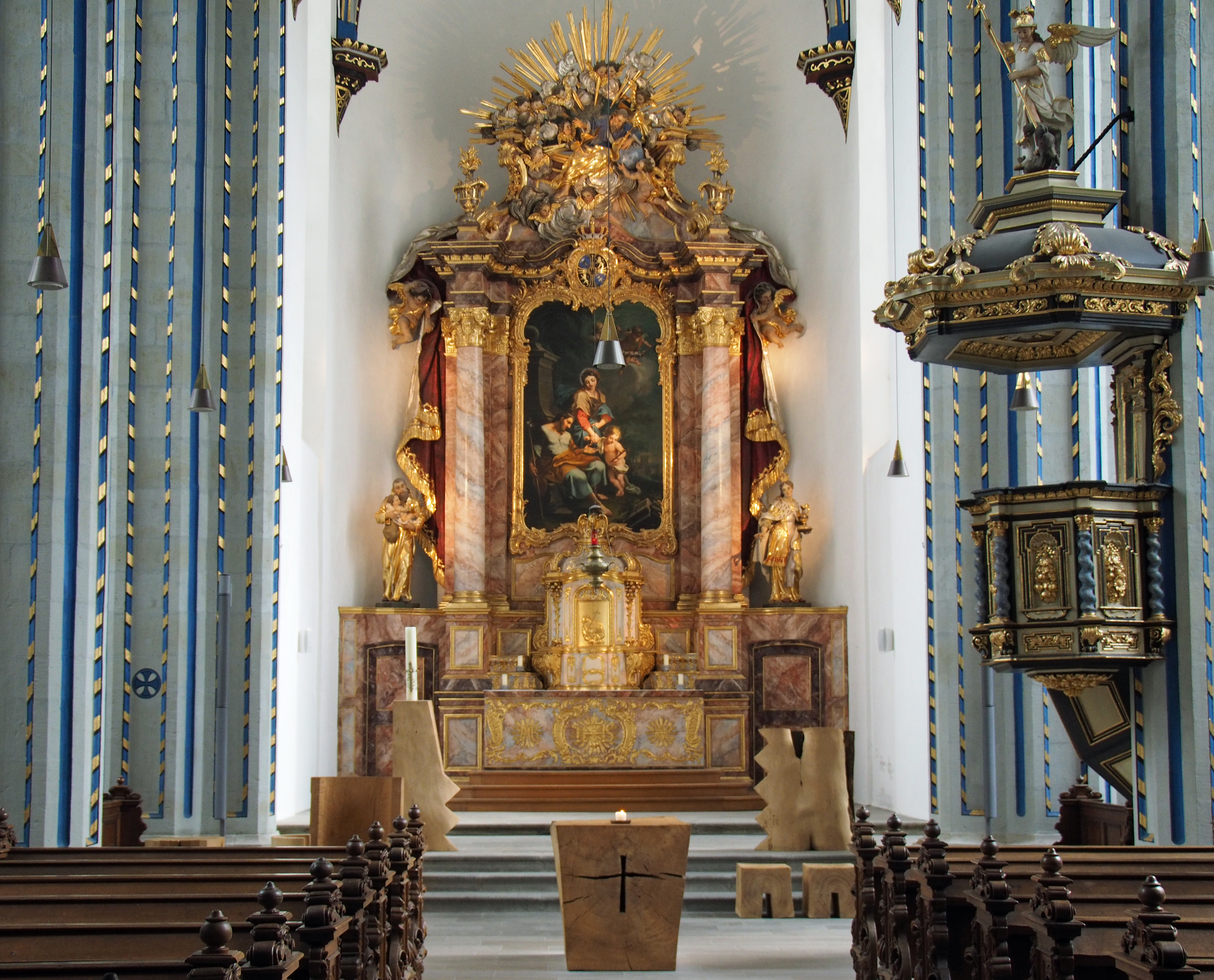
Hochaltar, Kanzel, neue Prinzipalien

Von der ursprünglichen Ausstattung sind nur Teile des Gestühls (zweimal vierzehn Kniebänke mit geschnitzten Wangenstücken) und die Kanzel (1698) erhalten. Die Altäre, die Melchior Jouanny anfertigte, entstammen der 1897 abgerissenen Kapuzinerkirche. Die in die Seitenmauern eingelassenen Beichtstühle stammen aus der Mitte des 18. Jahrhunderts.

### Hochaltar
Der Hochaltar wurde von Bartholomäus Dierix um 1755 geschaffen.
Den Hochaltar schmückt ein in Weiß und Gold gehaltenes Antependium, das mittig mit einem strahlenverzierten Kreuz versehen ist. Oberhalb der Altarmensa erhebt sich das Tabernakel. Der beeindruckende Aufbau, der von einer von Putten gehaltenen Draperie umrahmt wird, besteht aus zwei seitlichen Pilastern, denen Säulen vortreten. Der Aufbau schließt nach oben hin mit einer strahlenbekränzten Plastik ab, die Gottvater in den Wolken thronend mit einem Globus in der Hand und umgeben von Putten und Engeln zeigt. In einem reich geschnitzten Rahmen befindet sich ein Gemälde des 18. Jahrhunderts mit der Darstellung der Heiligen Familie, über dem das kurfürstliche Wappen mit dem Kurhut angebracht ist. Im Vordergrund ist der Hl. Josef in sitzender Position zu sehen, während hinter ihm Maria, das Jesuskind am rechten Arm haltend, steht. Nachdenklich betrachtet dieses ein Kreuz in seiner Linken.
Auf den beiden hölzernen Brücken, die den Altar zur Chorwand hin abschließen, steht jeweils eine Heiligen-Skulptur: links der Hl. Felix und rechts die Hl. Elisabeth von Thüringen.

### Seitenaltäre
Die beiden Seitenaltäre stammen von Melchior Jauanny und sind ebenfalls aus Lindenholz gefertigt. Die lange verschollen geglaubten Bilder konnten 2013 in die Kirche zurückgeführt werden, nachdem sie über Jahre aufwändig restauriert wurden. Das rechte Altarbild zeigt den Heiligen Antonius von Padua, das linke den Heiligen Franz von Assisi.

### Kanzel
Der Schalldeckel der Kanzel ist gekrönt von der Figur des drachentötenden hl. Michael.

### Moderne Prinzipalien
Die neuen Prinzipalien für die Namen-Jesu-Kirche gestaltete der Künstler Klaus Simon im Sommer 2011. Am 27. Dezember 2010 war im Kottenforst die 300 Jahre alte Dicke Eiche, ein Naturdenkmal, umgestürzt. Klaus Simon durfte hiervon einen Abschnitt von 1,2 m Länge verwenden. In einem Waldatelier beim Standort der Dicken Eiche, am Jägerhäuschen, schuf er Altar, Lesepult, Osterkerzenständer und die Rückenlehne der Kathedra, des Bischofsstuhls. Gottesdienste und Diskussionen im Waldatelier begleiteten die Arbeiten. Die Möbel zeigen die Lebensgeschichte der Dicken Eiche, unter anderem überlebte sie zwei Blitzschläge. Dies soll an menschliche Wunden erinnern. Auch die übrigen Sedilien stammen von Klaus Simon. Der „Verein Ausstellungshaus für christliche Kunst“ in München und das Land Nordrhein-Westfalen unterstützten diese Arbeit.

### Beichtstühle
Die Beichtstühle aus der Mitte des 18. Jahrhunderts sind sehr typisch für eine Jesuitenkirche. Die alt-katholische Kirche benötigt keine Beichtstühle. Daher werden sie in der Namen-Jesu-Kirche anders genutzt: Als Hör- oder Leseorte bieten sie die Möglichkeit, Musik zu hören oder zu lesen.

### Orgel

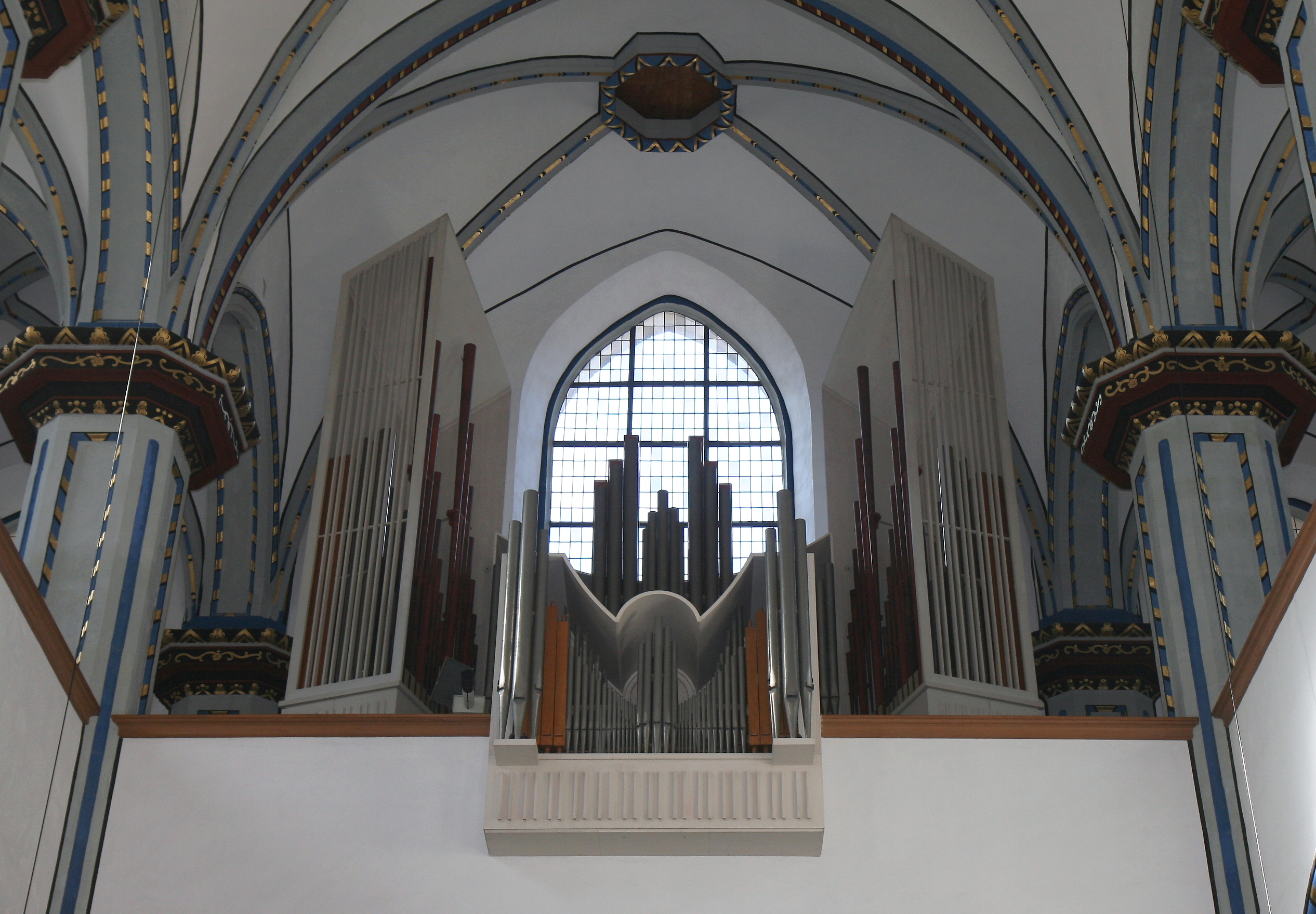
Orgelempore

Die nachweislich erste Orgel wurde 1870 von Georg Stahlhuth errichtet. Dieses Werk verfügte über 19 Register auf zwei Manualen und Pedal. Die Orgel wurde während des Zweiten Weltkrieges so sehr beschädigt, dass sie 1951 abgebrochen werden musste. Im Jahre 1958 wurde von der Orgelbaufirma Johannes Klais in Bonn eine neue Orgel gebaut (Opus Nr. 1147). Sie verfügt über 25 Register auf zwei Manualen und Pedal. Die Spieltraktur ist mechanisch, die der Register ist elektrisch. Die Windladen ist als Schleiflade ausgeführt.
| I Hauptwerk C–g3 |        |
| Quintade         | 16′    |
| Principal        | 8′     |
| Rohrflöte        | 8′     |
| Octave           | 4′     |
| Holzflöte        | 4′     |
| Nasard (ab c0)   | 2 ⁄3′  |
| Superoctav       | 2′     |
| Terz (ab f0)     | 1 3⁄5′ |
| Mixtur V         |        |
| Trompete         | 8′     |

| II Rückpositiv C–g3 |       |
| Holzgedackt         | 8′    |
| Spitzgamba          | 8′    |
| Principal           | 4′    |
| Koppelflöte         | 4′    |
| Blockflöte          | 2′    |
| Siffquinte          | 1 ⁄3′ |
| Scharff IV          |       |
| Sifflet             | 1′    |
| Musette             | 8′    |
| Tremulant           |       |

| Pedal C–f1    |     |
| Subbass       | 16′ |
| Principalbass | 8′  |
| Bartpfeife    | 8′  |
| Octavflöte    | 4′  |
| Hintersatz IV |     |
| Posaune       | 16′ |

- Koppeln: II/I, I/P, II/P.
- Spielhilfen: 2 freie Kombinationen, 1 freie Pedalkombination, Tutti, 4 Einzelzungenabsteller

### Glocken
In der Glockenstube des Südturmes (romanische Schallfenster) befindet sich ein historischer Nadelholzglockenstuhl, der aus der Zeit der Fertigstellung der Türme stammt. Seine Unterzüge sind in die Turmmauern eingelassen. Der dreifeldrige Glockenstuhl wird seit seiner Erbauung nie eine Glocke getragen haben, da keine Aussparungen für die notwendigen Jochlager vorhanden sind.
Im Dachreiter hing ursprünglich eine kleinere Glocke, die vermutlich für das Läuten zu den Stundengebetszeiten der Jesuiten gedient hat. Überliefert ist eine Glocke aus dem Jahre 1732 mit der Inschrift GLORIA IN EXCELSIS DEO MDCCXXXII, die 1733 durch den damaligen Kölner Weihbischof Franz Kaspar von Franken-Siersdorf konsekriert und 1896 umgegossen wurde. Nachzuweisen ist außerdem eine kleine Glocke („campanula“) des Kölner Gießers Johann Fuchs von 1771, die am 26. März desselben Jahres vom damaligen Rektor des Jesuitenkollegs geweiht wurde. Sie trug um die Schulter eine umlaufende Inschrift in Antiqua-Versalien, wohl zwischen zwei Zierfriesen: SOLI DEO GLORIA. IOANNES FVCHS IN COLLEN MICH GOSS ANNO 1771. Auf der vorderen Flanke war ein Immaculata-Relief angebracht mit der Umschrift: AVE MARIA GRATIA PLENA. Die gegenüberliegende Seite zierte ein Relief des Heiligsten Namen Jesu mit der Inschrift: SIT NOMEN DOMINI BENEDICTVM. Am Wolm und oberhalb der Schärfe verliefen vermutlich einige Zierstege.

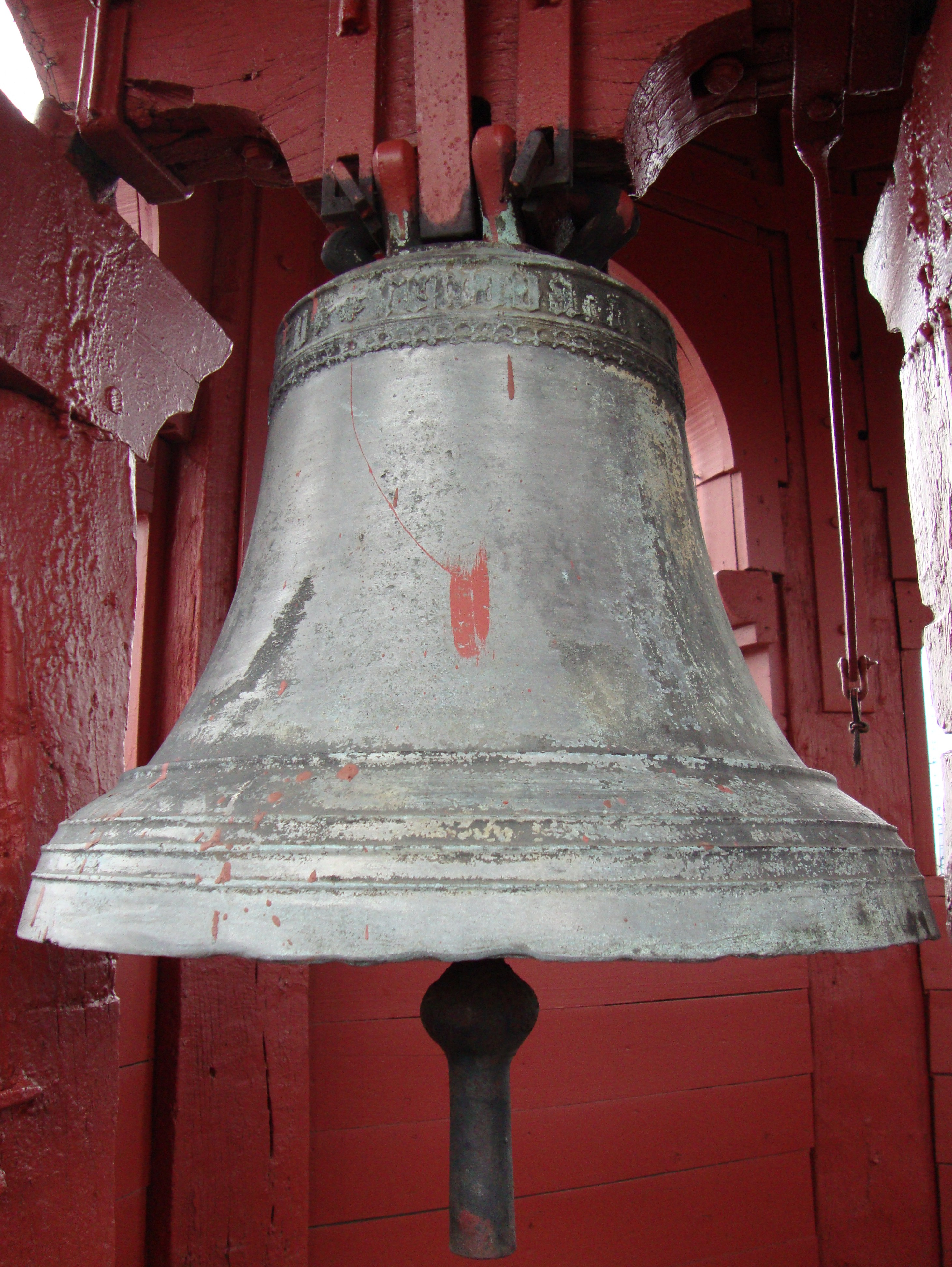
Brandglocke von 1535

Bis zum Januar 2012 hing in der Südturmlaterne die Brandglocke (auch Kehrglöckchen genannt) aus dem Jahre 1535, die heute die älteste Glocke der Bonner Altstadt ist. Sie gelangte vermutlich zusammen mit der Brandwache aus der 1806/07 abgetragenen Remigiuskirche am Römerplatz in die Namen-Jesu-Kirche. Die Glocke wurde in einer ausnehmend schweren Rippenkonstruktion gegossen, die vermutlich auf ihre Vorgängerin zurückführt. Mit einer Schlagringdicke von 60 mm auf 590 mm Durchmesser bei 155 kg wiegt sie rund dreimal so viel wie eine normalbemessene Glocke gleicher Tonhöhe. Ihr Meister wird inschriftlich nicht genannt, jedoch wird die Glocke dem ab 1536 nachweisbaren Kölner Gießer Johan von Coellen zugeschrieben. Neben vier Rundstegen am Wolm trägt die Glocke ein einzeiliges Schriftband um die Schulter, dessen unterer Rand durch einen dünnen Perlstab mit hängendem Kreuzblütenfries abgeschlossen wird. Die gotische Minuskelinschrift nennt das Gussjahr sowie den Vermerk auf eine Vorgängerglocke, aus deren Material die Brandglocke umgegossen worden sein könnte:
• renovata • anno • domini • m • ccccc • xxxv • • (Als Worttrenner dienen sechsblättrige Rosetten.)
Die Brandglocke ist seit 2012 läutbar in der Glockenstube des Südturmes aufgehängt worden.
Hinzu kamen drei neue Glocken, die den vorhandenen historischen Glockenstuhl erstmals seit seiner Errichtung mit einem Geläut bestücken. Die Glocken wurden im Oktober 2011 in der Glockengießerei Rudolf Perner zu Passau gegossen und am 1. Januar 2012, dem Tag der Namensgebung Jesu, mit den neuen Prinzipalien eingeweiht. Die neuen Glocken tragen um die Schulter zwischen Rundstegen eine Inschrift in moderner Majuskel, die unterhalb mit einem passenden Zierfries abgeschlossen wird. Damit lehnen sich die neuen Glocken an den Dekor der alten Brandglocke an. Als Worttrenner dienen unter anderem Radkreuze, die auch im Kirchinneren zu finden sind. Wolm und unterer Rand nennen Gießer, Gussjahr, Ortsbestimmung und Stifter.
- Schöpferglocke: + AUS IHM UND DURCH IHN UND AUF IHN HIN / IST DIE GANZE SCHOEPFUNG + IHM SEI EHRE IN EWIGKEIT! +, darunter stilisierter Blattrankenfries
- Christusglocke: + DU BIST MEIN GELIEBTER SOHN + AN DIR HABE ICH GEFALLEN GEFUNDEN +, darunter Fries mit Christusmonogramm
- Heiliggeistglocke: + DER GEIST HILFT UNSERER SCHWACHHEIT AUF + DENN WIR WISSEN NICHT WORUM WIR / IN RECHTER WEISE BETEN SOLLEN + DER GEIST SELBST TRITT JEDOCH FÜR UNS EIN MIT WORTLOSEM SEUFZEN +, darunter Fries aus Doppelwelle

Das Geläut der Namen-Jesu-Kirche ist abgestimmt auf die übrigen Innenstadtgeläute, die wiederum untereinander abgestimmt sind. Die Glocken der Münsterbasililka, von St. Remigius und von Namen Jesu ergeben eine lückenlose B-Dur-Tonleiter.
| Nr. | Name              | Gussjahr | Gießer, Gussort                       | Durchmesser | Masse    | Schlagton (HT-1/16) |
| --- | ----------------- | -------- | ------------------------------------- | ----------- | -------- | ------------------- |
| 1   | Schöpferglocke    | 2011     | Glockengießerei Rudolf Perner, Passau | 1.198 mm    | 1.235 kg | f1 ±0               |
| 2   | Christusglocke    | 2011     | Glockengießerei Rudolf Perner, Passau | 1.073 mm    | 0.876 kg | g1 ±0               |
| 3   | Heiliggeistglocke | 2011     | Glockengießerei Rudolf Perner, Passau | 0.981 mm    | 0.682 kg | a1 ±0               |
| 4   | Brandglocke       | 1535     | Johan von Coellen (zugeschr.)         | 0.590 mm    | 0.155 kg | a2 ±0               |

Dreimal täglich um 9, 12 und 19 Uhr wird mit der Heiliggeistglocke zum Engel des Herrn und kurz nach 22 Uhr zur Nachtruhe mit der Brandglocke geläutet. Dieses Läuten lässt an die Zeit erinnern, als die Türmer über Bonn Wache hielten und mit Hilfe dieser Glocke ein Signal zur schnellen Rettung setzen konnten. Das Läuten zum Tagesende ist gleichsam die „Wache über Bonn“, die so hörbar zum Ausdruck gebracht wird. Jeden Freitag um 15 Uhr zur Sterbestunde Christi am Kreuz und bei Beerdigungen wird mit der großen Glocke geläutet. Sonnabends um 19 Uhr wird zusammen mit den Glocken der Münsterbasilika und von St. Cyprian der Sonntag eingeläutet. Das Läuten zu den Gottesdiensten erfolgt je nach Kirchenjahreszeit und Gottesdienstform mit unterschiedlichen Glockenkombinationen bis hin zum Vollgeläut; an Sonn- und Festtagen gibt es noch ein Vorläuten 30 Minuten vor Beginn der Liturgie. An bestimmten Festtagen wird gebeiert.